# Góra Staszica
Góra Staszica (norw. Staszicfjellet) - góra na południowym Spitsbergenie, na południe od lodowca Penckbreen, o wysokości 991 m n.p.m. Odkryta i nazwana przez polską ekspedycję naukową w 1934 roku na cześć Stanisława Staszica. 